# Reserva Natural de Tudusoo
A Reserva Natural de Tudusoo é uma reserva natural localizada no condado de Lääne-Viru, na Estónia.
A área da reserva natural é de 4749 hectares.
A área protegida foi fundada entre 1976 e 1981, quando várias áreas (incluindo o paul de Tudu Järvesoo) foram protegidas. Em 1997, a área protegida foi designada como Área de Conservação da Paisagem de Tudusoo. Em 2006, a área protegida foi designada como Reserva Natural de Tudusoo.